# Gesucht, entdeckt, erfunden
Gesucht, entdeckt, erfunden (jap. ミームいろいろ夢の旅, Mīmu Iroiro Yume no Tabi, dt. etwa „Mīmu, Reise der vielerlei Träume“), Alternativtitel: Lexy weiß alles, ist eine japanische Animeserie. Sie wurde zwischen 1983 und 1985 von Nippon Animation produziert unter der Regie von Kazuyoshi Yokota.

## Handlung
In der Serie werden die Fragen der Geschwister Felix (im Original: Daisuke) und Kim (Sayaka) – ab Folge 21, im Original ab Folge 51, ersetzt durch eine Gruppe von Kindern – an den Computergeist Lexy (Mīmu) gestellt, der daraufhin aus dem Bildschirm erscheint und die Frage durch Reisen in die entsprechende Zeit erläutert. Dabei wird ihre Anwesenheit von den damaligen Menschen als selbstverständlich hingenommen; Lexy greift regelmäßig in das Geschehen ein, ohne dabei die Handlung zu beeinflussen.

## Veröffentlichung
Von den insgesamt 127 Folgen wurden 26 ins Deutsche übertragen. Sie wurden erstmals zwischen 1993 und 1995 im ZDF ausgestrahlt. 1997 erschienen die Folgen auf VHS bei Komplett Video in der Reihe „Wissen auf Video Junior“. Weiterhin wurde die Serie ins Spanische, Portugiesische, Französische, Polnische und Arabische übersetzt.

## Musik
Der Vorspanntitel Pocket Uchū (ポケット宇宙, Poketto uchū, dt. „Taschenuniversum“) wurde von Satoko Yamano und Columbia Yurikago-kai gesungen. Letzteres war eine Zusammenarbeit des Kinderchors Otowa Yurikago-kai (音羽ゆりかご会) mit Columbia Music Entertainment um Lieder für Anime zu singen. Der Abspanntitel Chisai Kawa no Uta (ちいさいかわのうた, dt. „Lied des kleinen Flusses“) wurde von Kumiko Ōsugi gesungen. Die Melodie stammt jeweils von Takeo Watanabe, der Text von Etsuko Bushika und das Arrangement von Nozomi Aoki.
Die deutsche Fassung verwendete einen anderen mit der französischen Fassung identischen Vorspanntitel und benutzte für den Abspann eine Variation von diesem. Komponist von diesen war Bruno Bontempelli.

## Synchronisation
| Rolle                 | Japanischer Sprecher (Seiyū)          | Deutscher Sprecher     |
| --------------------- | ------------------------------------- | ---------------------- |
| Mīmu / Lexy           | Toshiko Fujita                        | Beate Hasenau          |
| Daisuke Ōtani / Felix | Naomi Jimbo Yōko Yamaoka Kazue Komiya | Sven Florian Schneider |
| Sayaka Ōtani / Kim    | Miyuki Muroi                          |                        |
| Guglielmo Marconi     |                                       | Alexander Draeger      |
| Galileo Galilei       |                                       | Peter Heinrich         |

## Episodenliste
| Nr. | Episodentitel                                                 | Deutschsprachige Erstausstrahlung |
| --- | ------------------------------------------------------------- | --------------------------------- |
| 1   | Galileo Galilei und das Sonnensystem                          | 3. August 1993                    |
| 2   | Charles Darwin und die Entwicklung der Lebewesen              | 9. August 1993                    |
| 3   | Louis Pasteur und die Mikroben                                | 10. August 1993                   |
| 4   | Alfred Wegener und die Entdeckung der Kontinentalverschiebung | 11. August 1993                   |
| 5   | Champollion und das Rätsel der Hieroglyphen                   | 16. August 1993                   |
| 6   | Johannes Gutenberg und der Buchdruck                          | 17. August 1993                   |
| 7   | Samuel Morse und der Telegraf                                 | 18. August 1993                   |
| 8   | Graham Bell und das Telefon                                   | 23. August 1993                   |
| 9   | Guglielmo Marconi – Vom Telegraphen zum Rundfunk              | 24. August 1993                   |
| 10  | Kommunikation in der Zukunft                                  | 25. August 1993                   |
| 11  | Ziolkowski und die Raumfahrt                                  | 1. September 1993                 |
| 12  | Zeitmesser                                                    | 6. September 1993                 |
| 13  | Das Wunder der Fotografie                                     | 7. September 1993                 |
| 14  | Die Gebrüder Wright und das Flugzeug                          | 8. September 1993                 |
| 15  | Thomas Alva Edison und das elektrische Licht                  | 13. September 1993                |
| 16  | Das Licht: Strahlungen und Spiegelungen                       | 14. September 1993                |
| 17  | Das Licht: Die Laserstrahlen                                  | 15. September 1993                |
| 18  | Das Licht: Sonne, Mond und Sterne                             | 20. September 1993                |
| 19  | Das Licht: Unsichtbare Strahlen                               | 21. September 1993                |
| 20  | Das Licht: Lichtgeschwindigkeit und Lichtjahre                | 22. September 1993                |
| 21  | Energiequellen: Das Atom                                      | 27. September 1993                |
| 22  | Energiequellen: Erdöl und Kohle                               | 14. Juli 1994                     |
| 23  | Energiequellen: Die Sonne                                     | 28. Juli 1994                     |
| 24  | Energiequellen: Wind und Wasser                               | 18. August 1994                   |
| 25  | Aus der Geschichte der Metalle                                | 1. September 1994                 |
| 26  | Aus der Geschichte der Stoffe und Textilien                   | 17. September 1994                |